# Giuseppe Zurlo
 (décembre 2014).
Cet article comprend des extraits de la Biographie universelle ancienne et moderne de Louis-Gabriel Michaud. Il est possible de supprimer cette indication, si le texte reflète le savoir actuel sur ce thème, si les sources sont citées, s'il satisfait aux exigences linguistiques actuelles et s'il ne contient pas de propos qui vont à l'encontre des règles de neutralité de Wikipédia.
Giuseppe Zurlo, homme d'État napolitain, né le 6 novembre 1757 dans la province de Molise et mort le 10 novembre 1828 à Naples, donna dès son enfance des preuves d'une grande aptitude pour le travail et d'une rare activité.

## Biographie
Son empressement à parcourir les diverses branches des connaissances humaines nuisit à ce qu'il 
acquît une instruction réellement solide ; il effleura beaucoup de sujets, mais il suppléa à ce qui lui manquait par la rapidité de l'intelligence et la facilité de la conception. À l'âge de vingt 
ans, il se fit recevoir avocat, mais cette profession n'avait point d'attrait pour lui. C'était vers 
l'administration des affaires publiques que se portaient ses penchants. L'occasion s'offrit bientôt 
un tremblement de terre avait, en 1783, causé de grands ravages dans les Calabres ; Zurlo fut attaché à une commission envoyée dans ces provinces afin de remédier aux maux qu'elles venaient de souffrir. La netteté, la précision des rapports qu'il adressa furent remarquées.
À son retour à Naples, il fut placé dans la magistrature ; il y fit preuve d'une rare activité. Le gouvernement faible et malhabile qui dirigeait alors les affaires napolitaines distingua Zurlo, et, dans un moment critique, en 1798, il fut chargé de la direction des finances, qui étaient alors dans un état déplorable ; mais presque aussitôt les groupes françaises envahirent le royaume ; le roi Ferdinand se réfugia en Sicile ; les ministres des finances sont rarement populaires les lazzaroni saisirent l'occasion, ; la maison de Zurlo fut pillée, et il aurait sans doute été égorgé, si l'autorité municipale ne l'eût sauvé en le faisant jeter en prison et en annonçant qu'on lui ferait son procès. L'essentiel pour Zurlo était de gagner du temps et d'être oublié. La nouvelle république parthénopéenne vécut fort peu ; les revers des armées françaises dans le nord de l'Italie amenèrent l'évacuation de Naples ; la cour y rentra, et Zurlo fut replacé à la tête de l'administration des finances.
Les circonstances étaient des plus difficiles ; les caisses étaient vides, le crédit public anéanti, l'anarchie régnait partout. Le ministre cherchait à réorganiser ce chaos, lorsque les manœuvres de ses ennemis amenèrent sa disgrâce. Il fut de nouveau traité en prisonnier d'État, accusé de dilapidations, mais les preuves firent défaut ; il ne tarda pas à être relâché. Toutefois l'opinion publique, excitée par ses adversaires, était trop prononcée pour qu'il fût employé derechef. En 1806, Napoléon Ier annonça qu'il donnait le trône de Naples à son frère Joseph Bonaparte ; le roi Ferdinand chercha une seconde fois un asile en Sicile, sous la protection des vaisseaux britanniques ; Zurlo le suivit encore et passa deux ans à Palerme. Mécontent d'y être laissé dans l'oubli et dans l'inaction, il prit le parti de revenir à Naples. Joachim Murat y régnait ; il accueillit avec empressement un administrateur dont la réputation était faite et qui connaissait bien le pays qu'il s'agissait-de diriger. Placé d'abord au conseil d'État et chargé du portefeuille de la justice, Zurio ne tarda point à être appelé aux fonctions de ministre de l'intérieur.
L'œuvre à accomplir était immense ; il fallait installer un système nouveau en remplacement d'une vieille organisation détruite ; il fallait lutter contre une multitude d'abus séculaires et de préjugés tenaces. Toute une révolution dans l'ordre civil devait s'accomplir en présence d'une guerre civile toujours menaçante, d'une guerre étrangère continuelle, et malgré l'opposition des nombreux partisans de l'ancien régime lésés dans leurs intérêts. Zurlo déploya dans ses fonctions une activité extraordinaire ; donnant fort peu de temps au sommeil et à la labié, il savait se multiplier, embrasser tous les détails de l'administration, tout lire, tout voir, tout entendre. Ses subordonnés n'avaient pas un instant dé loisir. Il introduisit beaucoup de réformes utiles, mais il s'attira inévitablement une multitude d'ennemis le zèle avec lequel ii travailla à détruire le régime féodal, dont les racines étaient séculaires, lui suscita bien des inimitiés.
Le roi Joachim lui accorda une pleine confiance et l'éleva à la dignité de duc d'Altamura. Une nouvelle révolution, succédant à toutes celles qui depuis quinze ans bouleversaient le territoire napolitain, fit tomber du trône, en 1815, le beau-frère de Napoléon. Zurlo émigra ; il accompagna à Trieste la reine qui venait de perdre sa couronne éphémère, et il se retira ensuite à Venise. Il y vécut trois ans dans l'obscurité, et après avoir laissé au temps le soin d'effacer l'aigreur des rancunes politiques, il rentra à Naples en 1818. Il était oublié, lorsqu'au mois de juillet 1820 un soulèvement populaire proclama la chute de la monarchie absolue et l'établissement d'un système constitutionnel. Le vieux roi Ferdinand s'empressa de se soumettre a des nécessités qu'il détestait, et, voulant dans ces moments critiques s'entourer d'hommes capables, il appela Zurlo et lui remit le portefeuille de l'intérieur. Le ministre rentra avec joie au pouvoir, mais il se trouva en butte aux attaques les plus vives ; tous les actes de sa vie passée qui pouvaient donner lieu à des reproches furent exposés, commentés avec haine, amplifiés par la calomnie.
Zurlo fut détesté, paralysé dans ses opérations ; et, peu de temps après, le congrès de Laybach s'étant réuni pour étouffer les aspirations libérales de l'Europe méridionale, le ministère annonça très maladroitement que le roi se rendrait auprès des souverains afin de s'entendre au sujet d'une constitution nouvelle. C'était proclamer l'abolition de celle qui avait été promulguée et jurée, c'était annoncer un avenir inconnu et menaçant. L'agitation fut extrême, l'émeute gronda, et le ministère donna précipitamment sa démission. Ses successeurs, voulant calmer la colère populaire, envoyèrent Zurlo dans une de ces prisons d'État qu'il avait déjà appris à connaître. Mais, encore une fois, la contre-révolution vint le dégager ; les troupes autrichiennes, envahissant le royaume de Naples sans coup férir, virent la constitution' disparaître à leur approche, et le vieux ministre redevint libre. Le roi Ferdinand, rentrant pour la troisième fois dans l'exercice de son autorité, ne se montra point mécontent de Zurlo ; il lui accorda même une pension de trois mille ducats, mais il ne l'employa pas. Cet homme d'État, usé par les fatigues d'une existence agitée, mourut à Naples le 14 novembre 1828. Il ne laissa point de regrets et l'opinion publique se montra sévère à son égard. On ne contestait point son habileté ; mais son ambition, son peu de scrupule, sa facilité à servir tour à tour des régimes ennemis, l'exposaient à des reproches contre lesquels il était difficile de le défendre.
Franc-maçon, en 1784 il devient  Maître Écossais de la loge "La Vittoria" de Naples, élevée à Grande Loge provinciale par la Grande Loge de Londres. En  1813 il fut Grand Maître  adjoint du Grand Orient de Naples.

## Source
« Giuseppe Zurlo », dans Louis-Gabriel Michaud, Biographie universelle ancienne et moderne : histoire par ordre alphabétique de la vie publique et privée de tous les hommes avec la collaboration de plus de 300 savants et littérateurs français ou étrangers, 2e édition, 1843-1865 [détail de l’édition]